# 八一勋章 (1955年)
八一勋章，是中华人民共和国政府授予军人的一种勋章，是建国初期中国军事荣誉制度中的第一级。由全国人民代表大会常务委员会决定，中华人民共和国主席授予，自1955年起启用，现已停授。授予的对象是中国人民解放军的军人和文职人员。
八一勋章分为三个等级，即一级八一勋章、二级八一勋章和三级八一勋章，另设有八一奖章。以奖励第一次国共内战时期参战有功而无重大过失的人员。

## 概述
1955年9月23日，全国人大常委会举行第22次会议，会议根据《中华人民共和国授予中国人民解放军在中国人民革命战争时期有功人员的勋章奖章条例》，审议了国务院总理提请授予在中国人民革命战争时期有功人员一级八一勋章、一级独立自由勋章、一级解放勋章的第一批名单，决定授予朱德等131人以一级八一勋章、授予朱德等117人以一级独立自由勋章、授予朱德等570人以一级解放勋章。同日，毛泽东主席根据全国人大常委会的决议，发布授勋命令。
1957年6月17日，第一届全国人大常委会第74次会议审议通过了国务院周恩来总理请授予八一勋章、独立自由勋章、解放勋章的第二批名单，作出全国人大常委会《关于授予在中国人民革命战争时期有功人员勋章的决议》，决定授予47人以一级八一勋章、授予1467人以二级八一勋章、授予5339人以三级八一勋章；授予196人以一级独立自由勋章、授予4152人以二级独立自由勋章、授予31098人以三级独立自由勋章；授予421人以一级解放勋章、授予4932人以二级解放勋章、授予54879人以三级解放勋章。6月18日，毛泽东主席根据全国人大常委会的决议，发布授勋命令。

## 外观
八一勋章和八一奖章均以八一军徽作为中心图案，八一勋章为钝五角星形。略章为红色底色上表示勋章级别的一至三道黄杠；
八一奖章为圆形，略章式样为三分之一的金色和三分之二的红色部分。
|              |                  |              |                  |              |                  |
| 一級八一勳章 | 一級八一勳章略章 | 二級八一勳章 | 二級八一勳章略章 | 三級八一勳章 | 三級八一勳章略章 |

|          |              |
| 八一奖章 | 八一奖章略章 |

## 授予

### 资格
授予在土地革命战争时期（1927年8月1日～1937年7月6日）参加革命战争有功而无重大过失的人员。
- 一级八一勋章授予当时的师级以上干部。
- 二级八一勋章授予当时的团级和营级干部。
- 三级八一勋章授予1935年10月20日前参加中国工农红军第一方面军，1936年9月30日前参加中国工农红军第二方面军和第四方面军，1935年9月30日前参加陕北红军和红二十五军，1937年7月6日前坚持各地游击战争和参加东北抗日联军的连级以下人员。
- 八一奖章授予在1937年7月6日前参加中国工农红军的上述人员以外的人员。

### 名单

#### 一级八一勋章
一共178名人员获得一级八一勋章。
- 元帅（10人）：朱德、彭德怀、林彪、刘伯承、贺龙、陈毅、罗荣桓、徐向前、聂荣臻、叶剑英
- 大将（10人）：粟裕、徐海东、黄克诚、陈赓、谭政、萧劲光、罗瑞卿、张云逸、王树声、许光达
- 上将（49人）：张宗逊、宋任穷、赵尔陆、萧克、王震、周纯全、许世友、刘亚楼、邓华、陈再道、杨得志、彭绍辉、王宏坤、李克农、陈伯钧、李达、杨成武、李涛、萧华、甘泗淇、赖传珠、陈奇涵、宋时轮、陈锡联、陈士榘、王新亭、谢富治、叶飞、黄永胜、朱良才、杨勇、张爱萍、傅秋涛、韩先楚、洪学智、李志民、周桓、李天佑、刘震、杨至成、王平、钟期光、郭天民、贺炳炎、傅钟、周士第、阎红彦、王建安、李聚奎
- 中将（68人）：孔庆德、文年生、方强、王诤、王必成、王近山、王尚荣、甘渭汉、邝任农、刘志坚、刘转连、刘培善、刘道生、孙毅、朱明、朱辉照、毕占云、吴先恩、张令彬、张达志、张经武、张贤约、李天焕、李寿轩、杜义德、杨梅生、肖向荣、肖新槐、陈先瑞、冼恒汉、周玉成、周志坚、林维先、欧阳毅、郑维山、姚喆、胡奇才、赵镕、饶子健、倪志亮、唐天际、徐立清、徐深吉、晏福生、聂鹤亭、莫文骅、郭鹏、郭化若、钱钧、陶勇、崔田民、曹里怀、梁从学、彭明治、程世才、韩伟、詹才芳、廖汉生、谭希林、刘少文、周仁杰、杨秀山、谭家述、张才千、彭林、钟赤兵、饶守坤、贺诚
- 少将（35人）：韩东山、孙超群、李信、金如柏、贺庆积、袁克服、谭友林、刘子奇、吴世安、汪乃贵、叶长庚、苏进、张平凯、贺晋年、常玉清、陈外欧、张广才、李铨、吴自立、唐健伯、黄立清、雷震、王兆相、白志文、苏鳌、李赤然、张震东、丁先国、朱绍田、刘玉堂、吴诚忠、戴文彬、秦化龙、刘文学、程儒珍
- 大校（3人）：周时源、罗厚福、幸世修
- 无军衔（4人）：冯白驹、冯仲云、李延禄、周保中[1]